# 目白多伯
目白多伯（日语：メジロドーベル），是日本純種競賽馬匹。生涯活躍於中距離賽事並稱霸雌馬戰線，曾勝出阪神三歲牝馬錦標、優駿牝馬（日本橡樹大賽）及秋華賞，亦於1998年及1999年連霸女皇伊利沙伯二世盃。另外，由於其在1996至1999年連續4年被選為最佳雌馬，因而被譽為「日本20世紀末最強雌馬」之一。

## 出賽前
1994年5月6日出生於北海道伊達市目白牧場，所有權歸於牧場的經營者目白商事旗下。
然而其成長途中被發現骨折，透過X光檢查後發現甚至有碎骨在關節外遊離，所幸於社台牧場的醫療團隊協助下成功進行手術並康復。
其後交由美浦訓練中心練馬師大久保洋吉訓練。

## 競賽生涯

### 3歲（現2歲）
1996年7月13日出戰新潟競馬場3歲新馬戰，於吉田豐的策騎下成功奪得首勝。
9月1日出戰三級賽新潟三歲錦標，然而於直路上未能加速衝出而以第五落敗。
其後出戰條件戰藏紅花賞及公開賽銀杏賞，均於其中以輕鬆的姿態勝出。
12月1日出戰阪神三歲牝馬錦標，僅落後於前走每日盃三歲錦標以5馬位優勢奪冠的採珠獲得第二人氣。比賽開始後，由於前方的領放馬Super Dress選擇快放，因而隊伍拉得稍爲比正常情況長。面對此情況，採珠選擇於第三的位置緊跟節奏推進，以目白多伯則於第五的位置追走。通過第三彎道後，其迅速衝出進佔先頭位置，並於直路上展現優秀的速度，成功超越前方力弱的採珠取得領先，其後保持速度下以2馬位優秀拉開She's Princess及破紀錄的1分34.6秒時間奪得首個一級賽冠軍，亦爲騎師吉田及練馬師大久保洋吉帶來首個分級賽優勝。
年末，由於其於年間勇奪一級賽冠軍，於評選中以近乎全票的181票當選最佳3歲雌馬。

### 4歲（現3歲）
1997以鬱金香賞作爲年度首戰，雖然賽前獲得第一人氣，但於比賽途中始終未能習慣較慢的步速，最終以第三完賽。
4月6日出戰雌馬三冠頭關櫻花賞，僅落後於協榮三月取得第二人氣。比賽開始後，其爲對應協榮三月的先行戰術，選擇於後方位置等待時機。通過第二彎道後，其隨即開始發力並爬升至到第五左右的先頭位置。進入直路時，騎師吉田爲避開因降雨被變成大爛地的內欄，指揮其抽出外檔加速衝刺，然而此舉導致目白多伯浪費腳程，最終未能追上協榮三月之下以4馬位差距落敗得第二。
其後直接出戰優駿牝馬，賽前再度落後於協榮三月取得第二人氣。比賽開始後，如同櫻花賞時候的展開，協榮三月選擇於先頭部隊之中推進，而目白多伯則以緊盯對手的方式於後方追走。進入直路後，目白多伯再度展現其優秀的加速力及恐怖的衝刺速度，於中檔位置轟出後600米36.4秒末腳之下瞬間超越包括協榮三月在內的所有賽駒，後續繼續保持速度抵擋同爲後上馬的Nanayo Wing之追擊，最終拉開對手2 1/2馬位成功奪冠。
夏季放草過後於秋季出戰產經賞作爲熱身，將首次面對年長馬匹。比賽開始後，其選擇於搶佔位置進行領放，最終毫無阻滯一放到底之下再度奪得冠軍。
10月19日按照計劃出戰秋華賞，由於採珠因鳴哮症避戰，因而本來的三強決戰變成了其和協榮三月的單打獨鬥。比賽開始後，協榮三月積極地於第二的位置追趕前方領放馬，目白多伯則於中團約莫第九的位置追走。進入直路後，協榮三月憑借其初段處於先頭部隊的優秀率先衝出，然而此時目白多伯於後方以凌厲的姿態衝刺逐步迫近前方。最後100米時候，於直路轟出優秀末腳的目白多伯成功超越對手，後續繼續加速之下拉開2 1/2馬位再度奪得一級賽優勝。
完成秋華賞後陣營安排其出戰12月的有馬紀念，但於直路上始終未能加速衝出之下以第八落敗。
年末，由於其在雌馬三冠中贏得其中兩冠並於產經賞擊破一衆年長馬匹，於年末評選中以近乎全票的188票當選最佳4歲雌馬，亦以173票當選最佳父內國產馬。

### 5歲（現4歲）
1998年以日經新春盃作爲首戰，但再度因未能於直路上衝出而以第八落敗。
4月5日出戰產經大阪盃，雖然比賽途中保持良好節奏，但通過最後彎道時受到慢步速的影響迷失方向，最終於直路陷入不利局面下未能成功對前方的氣槽造成威脅，以3/4馬位差距落敗得第二。
其後出戰出戰目黑紀念及寶塚紀念，均於其中獲得第五。
夏季放草過後進入函館競馬場作輕微調整，於10月18日出戰府中牝馬錦標作爲熱身。雖然其於本次比賽需要背負頂磅的58公斤，但仍然於比賽途中以不斷爬升的姿態取得領先，最終以鼻位險勝Grace Admire。
11月15日出戰女皇伊利沙伯二世盃，賽前其因氣槽的參戰而獲得第二呀人氣。比賽開始後，由於前方的賽駒選擇慢放，導致目白多伯於比賽初段不斷想衝前加快節奏，所幸於騎師吉田的控制下其恢復冷靜。通過最後彎道時，吉田眼見內欄位置由廣闊的空間，隨即指揮其抽入內欄貼欄加速，並於轟出後600米33.5秒的恐怖速度下瞬間超越前方所後賽駒，後續保持速度下以1 1/4馬位優勢拉開後方的Run for the Dream奪得第四個一級賽冠軍。
成功達成本年度最大目標後，陣營再度安排其挑戰有馬紀念，然而於本年度強敵衆多之下，其僅於比賽中跑獲第九。
年末，由於其勝出女皇伊利沙伯二世盃登上雌馬戰線的頂點，因而於評選中以109票當選最佳5歲及以上雌馬，但於最佳父內國產馬中則敗於贏得春季天皇賞的同父馬目白光明，於日本馬王評選更一票未得。

### 6歲（現5歲）
1999年出戰中山牝馬錦標作爲年度首戰，雖然通過對面直路後隨即爬升並取得領先，但進入直路後因爲高達5.5公斤的負磅差距而無法抵擋後方第九人氣伏兵Narita Luna Park的追擊，最終被對手反超下以2馬位差距落敗。
然而於賽後其被發現左後軀有受傷的跡象，因而避戰春季餘下賽事並進入長期休養。
入秋後其於每日王冠作爲復出戰，但狀態未恢復下僅以第六完賽。
11月14日出戰女皇伊利沙伯二世錦標，獲得第二人氣的其和第一人氣的Phalaenopsis及第三人氣的Erimo Excel的形成三強對決。比賽開始後，面對較慢的步速，三駒均於中團位置穩步推進，並於進入對面直路後以平排的方式前進。然而最後600米正在通過最後彎道時，Phalaenopsis及Erimo Excel和其他馬匹有所碰撞而節奏崩壞，未受到波及的目白多伯趁機衝出並取得領先，其後繼續加速成功阻止後方Fusaichi Airedale的追擊，以3/4馬位優秀奪冠，成爲首匹連霸此賽事的賽駒。
其後陣營原定有意安排其出戰有馬紀念，但考慮其過往兩年的尷尬戰績下決定放棄計劃並直接安排其退役，亦於11月21日在東京競馬場舉行退役儀式。
年末，由於其於年間連霸女皇伊利沙伯二世盃，因而以204票蟬聯最佳5歲及以上雌馬的頭銜，亦成爲首匹連續4年奪得最佳雌馬殊榮的賽駒。

### 詳細賽績
| 日期       | 舉辦國家 | 馬場 | 距離   | 級別 | 賽事名稱           | 負重 | 騎師   | 馬號 | 出馬 | 名次 | 時間   | 頭馬（二馬）          |
| ---------- | -------- | ---- | ------ | ---- | ------------------ | ---- | ------ | ---- | ---- | ---- | ------ | --------------------- |
| 13/7/1996  | 日本     | 新潟 | 草1000 |      | 3歲新馬            | 52   | 吉田豐 | 4    | 13   | 1    | 0:58.2 | （Central Heidi）     |
| 1/9/1996   | 日本     | 中山 | 草1200 | GIII | 新潟三歲錦標       | 53   | 吉田豐 | 5    | 12   | 5    | 1:11.4 | Personality One       |
| 6/10/1996  | 日本     | 東京 | 草1400 |      | 藏紅花賞           | 53   | 吉田豐 | 2    | 10   | 1    | 1:23.5 | （Daiwa Angela）      |
| 27/10/1996 | 日本     | 東京 | 草1600 | OP   | 銀杏賞             | 54   | 吉田豐 | 7    | 10   | 1    | 1:35.0 | （Sky Baron）         |
| 1/12/1996  | 日本     | 阪神 | 草1600 | GI   | 阪神三歲牝馬錦標   | 53   | 吉田豐 | 6    | 10   | 1    | 1:34.6 | （She's Princess）    |
| 1/3/1997   | 日本     | 阪神 | 草1600 | GIII | 鬱金香賞           | 54   | 吉田豐 | 6    | 10   | 3    | 1:38.1 | Orange Peel           |
| 6/4/1997   | 日本     | 阪神 | 草1600 | GI   | 櫻花賞             | 55   | 吉田豐 | 16   | 18   | 2    | 1:37.6 | 協榮三月              |
| 25/5/1997  | 日本     | 東京 | 草2400 | GI   | 優駿牝馬           | 55   | 吉田豐 | 16   | 16   | 1    | 2:27.7 | （Nanayo Wing）       |
| 14/9/1997  | 日本     | 中山 | 草2200 | GII  | 產經賞             | 55   | 吉田豐 | 6    | 9    | 1    | 2:16.6 | （Yashima Sovereign） |
| 19/10/1997 | 日本     | 京都 | 草2000 | GI   | 秋華賞             | 55   | 吉田豐 | 10   | 18   | 1    | 2:00.1 | （協榮三月）          |
| 21/12/1997 | 日本     | 中山 | 草2500 | GI   | 有馬紀念           | 53   | 吉田豐 | 15   | 16   | 8    | 2:36.0 | 御用律師              |
| 25/1/1998  | 日本     | 京都 | 草2400 | GII  | 日經新春盃         | 56   | 吉田豐 | 11   | 16   | 8    | 2:27.3 | Erimo Dandy           |
| 5/4/1998   | 日本     | 阪神 | 草2000 | GII  | 產經大阪盃         | 56   | 吉田豐 | 4    | 9    | 2    | 2:01.4 | 氣槽                  |
| 13/6/1998  | 日本     | 東京 | 草2500 | GII  | 目黑紀念           | 56   | 吉田豐 | 6    | 13   | 5    | 2:35.8 | 快鈴鹿                |
| 12/7/1998  | 日本     | 阪神 | 草2200 | GI   | 寶塚紀念           | 56   | 吉田豐 | 3    | 13   | 5    | 2:12.4 | 無聲鈴鹿              |
| 18/10/1998 | 日本     | 東京 | 草1800 | GIII | 府中牝馬錦標       | 58   | 吉田豐 | 10   | 11   | 1    | 1:49.3 | （Grace Admire）      |
| 15/11/1998 | 日本     | 京都 | 草2200 | GI   | 女皇伊利沙伯二世盃 | 56   | 吉田豐 | 1    | 14   | 1    | 2:12.8 | （Run for the Dream） |
| 27/12/1998 | 日本     | 中山 | 草2500 | GI   | 有馬紀念           | 55   | 吉田豐 | 14   | 16   | 9    | 2:33.2 | 草上飛                |
| 28/2/1999  | 日本     | 中山 | 草1800 | GIII | 中山牝馬錦標       | 58.5 | 吉田豐 | 11   | 11   | 2    | 1:48.7 | Narita Luna Park      |
| 10/10/1999 | 日本     | 東京 | 草1800 | GII  | 每日王冠           | 57   | 吉田豐 | 1    | 10   | 6    | 1:46.4 | 草上飛                |
| 14/11/1999 | 日本     | 京都 | 草2200 | GI   | 女皇伊利沙伯二世盃 | 56   | 吉田豐 | 6    | 18   | 1    | 2:13.5 | （Fusaichi Airedale） |

## 退役後
退役後，目白多白成爲了繁殖雌馬，於北海道伊達市目白牧場休養，在2000年進行配種。首匹子嗣Mejiro Hilary於2001年出生，可於2003年出賽。縱觀其子嗣戰績並不突出，然而由於其子嗣多數爲雌馬，使得其血脈得以以雌系的方式流傳，如於2014年贏得青葉賞的湘南湖畔正是其外孫。
2011年4月，由於目白牧場經營不善倒閉，其被轉移至北海道洞爺湖町Lake Villa牧場繼續作爲繁殖雌馬之用。
2016年於第十匹子嗣Pinscher出生後由繁殖雌馬退役，於牧場內進行養老生活並成爲了幼駒放草時的頭馬。
2025年2月21日，因幸運樹死亡，其以時年31歲成爲現存最長壽的一級賽優勝馬。

### 詳細繁殖資料
| 數目   | 馬名              | 出生年 | 性別 | 父系          | 練馬師           | 馬主               | 戰績                            |
| ------ | ----------------- | ------ | ---- | ------------- | ---------------- | ------------------ | ------------------------------- |
| 第一匹 | Mejiro Hilary     | 2001   | 雌   | 神鷹          | 美浦・大久保洋吉 | 目白商事           | （未出戰・繁殖）                |
| 第二匹 | Mejiro Lourdes    | 2002   | 雌   | 週日寧靜      |                  |                    | （未出戰・繁殖）                |
| 第三匹 | Mejiro Allegretto | 2003   | 雌   | 愛麗速子      | 美浦・大久保洋吉 | 目白商事           | 6戰0冠3亞2季（登錄取消・死亡）  |
|        | （受胎失敗）      |        |      | 大洋船        |                  |                    |                                 |
|        | （受胎失敗）      |        |      | 吉兆          |                  |                    |                                 |
| 第四匹 | Mejiro Charade    | 2006   | 雌   | 曼城茶座      | 美浦・大久保洋吉 | 目白牧場           | 2戰1冠0亞1季（退役・繁殖）      |
| 第五匹 | Mejiro Audrey     | 2007   | 雌   | 特別週        | 美浦・大久保洋吉 | 目白牧場 →岩崎伸道 | 14戰2冠3亞2季（退役・繁殖）     |
| 第六匹 | Mejiro Daibosatsu | 2008   | 雄   | 大震撼        | 美浦・大久保洋吉 | 目白牧場 →岩崎伸道 | 16戰1冠3亞3季（退役・種馬）     |
|        | （受胎失敗）      |        |      | 吉兆          |                  |                    |                                 |
|        | （受胎失敗）      |        |      | Mejiro Bailey |                  |                    |                                 |
|        | （死胎）          |        |      | Mejiro Bailey |                  |                    |                                 |
| 第七匹 | Reine de Briller  | 2012   | 雌   | 荒漠英雄      | 栗東・矢作芳人   | Silk Racing Co Ltd | 30戰4冠5亞6季（退役・繁殖雌馬） |
|        | （流產）          |        |      | 大和主將      |                  |                    |                                 |
| 第八匹 | Ho O Dream        | 2014   | 雄   | 統治地位      | 栗東・矢作芳人   | 小笹芳央           | 18戰4冠0亞2季（退役）           |
| 第九匹 | 目白多伯2015      | 2015   | 雌   | 夏威夷王      |                  |                    | （未出戰）                      |
| 第十匹 | Pinscher          | 2016   | 雄   | 統治地位      | 美浦・高橋文雅   | 岩崎伸道           | 15戰1冠1亞2季（退役）           |

## 血統簡介
父系目白韋仁爲日本賽駒，生涯戰績優秀，曾勝出一級賽寶塚紀念。祖父Amber Shadai亦爲日本賽駒，生涯戰績彪炳尤其活躍於長途賽事，曾勝出有馬紀念及春季天皇賞。
母系Mejiro Beauty爲日本賽駒，生涯戰績不佳僅勝出一場賽事。外祖父巴索隆爲愛爾蘭生產的英國賽駒，雖然生涯戰績不佳，但配種戰績極爲優秀，後被象徵牧場引入至日本進行配種，成爲日本拜耶爾土耳其系馬匹的先祖。

### 血統表
| 父線：北方風味系（北地舞人系）        |                                |                |                 |
| 種馬 目白韋仁 1987年（棗色）          | Amber Shadai 1977年（棗色）    | 北方風味       | 北地舞人        |
| 種馬 目白韋仁 1987年（棗色）          | Amber Shadai 1977年（棗色）    | 北方風味       | Lady Victoria   |
| 種馬 目白韋仁 1987年（棗色）          | Amber Shadai 1977年（棗色）    | Clear Amber    | Ambiopoise      |
| 種馬 目白韋仁 1987年（棗色）          | Amber Shadai 1977年（棗色）    | Clear Amber    | One Clear Call  |
| 種馬 目白韋仁 1987年（棗色）          | Mejiro Chaser 1977年（棗色）   | Mejiro Samman  | Charlottesville |
| 種馬 目白韋仁 1987年（棗色）          | Mejiro Chaser 1977年（棗色）   | Mejiro Samman  | Paradisea       |
| 種馬 目白韋仁 1987年（棗色）          | Mejiro Chaser 1977年（棗色）   | Cheryl         | Snob            |
| 種馬 目白韋仁 1987年（棗色）          | Mejiro Chaser 1977年（棗色）   | Cheryl         | Chanel          |
| 繁殖雌馬 Mejiro Beauty 1982年（棗色） | 巴索隆 1960年（棗色）          | Milesian       | My Babu         |
| 繁殖雌馬 Mejiro Beauty 1982年（棗色） | 巴索隆 1960年（棗色）          | Milesian       | Oatflake        |
| 繁殖雌馬 Mejiro Beauty 1982年（棗色） | 巴索隆 1960年（棗色）          | Paleo          | Pharis          |
| 繁殖雌馬 Mejiro Beauty 1982年（棗色） | 巴索隆 1960年（棗色）          | Paleo          | Calonice        |
| 繁殖雌馬 Mejiro Beauty 1982年（棗色） | Mejiro Nagasaki 1971年（栗色） | Never Beat     | Never Say Die   |
| 繁殖雌馬 Mejiro Beauty 1982年（棗色） | Mejiro Nagasaki 1971年（栗色） | Never Beat     | Bride Elect     |
| 繁殖雌馬 Mejiro Beauty 1982年（棗色） | Mejiro Nagasaki 1971年（栗色） | Mejiro Bosatsu | Montaval        |
| 繁殖雌馬 Mejiro Beauty 1982年（棗色） | Mejiro Nagasaki 1971年（栗色） | Mejiro Bosatsu | Mejiro Queen    |
| 雌系：號族：10-d                      |                                |                |                 |
| 五代內近親交配：無                    |                                |                |                 |

## 命名由來
名字中，Mejiro（メジロ）是馬主目白商事冠名，亦即其公司名字，而Dober（ドーベル）則是目白商事按照當年命名規例，以犬種之一的杜賓犬作为命名，此處則音譯为「多伯」。

## 外部連結
- 目白多伯 netkeiba.com （页面存档备份，存于）
- 血統表 （页面存档备份，存于）